# 森の学校
特定非営利活動法人森の学校（もりのがっこう）は、東京都中央区銀座に事務局を置き、里山の廃校になった木造校舎を拠点に、関東を中心に環境教育を行っている自然学校。

## 活動の目的
子どもから大人、家族、団体と幅広い層に対して、自然体験、野外教育、環境教育、食育などに関する事業、そして、それらに関係した様々な事業を行い、自然の営みの奥深さ生命の尊さへの気づきと、人との触れ合いの中から、豊かな心を育み、健全な人間性の形成を行うと共に、すべての生き物、すべての人類がともに暮らすことが出来る社会の実現に寄与することを目的とする。前条の目的を達成するため、次の種類の特定非営利活動を行う。
1. 社会教育の推進を図る活動
2. まちづくりの推進を図る活動
3. 文化、芸術又はスポーツの振興を図る活動
4. 環境の保全を図る活動
5. 子どもの健全育成を図る活動
6. 以上の活動を行う団体の運営又は活動に関する連絡、助言又は援助の活動

以上、定款より

## 活動の拠点

### 森の学校「前日光・かぬま校」
旧粟野第三小学校（栃木県鹿沼市入粟野667-1）。山里の中にある一階建ての木造校舎。校舎横を粟野川（下流で思川と合流）が流れ、周辺には前日光つつじの湯交流館、上流部には横根高原や前日光ハイランド牧場、井戸湿原がある。

### 森の学校「那須・なかがわ校」
旧健武小学校（栃木県那須郡那珂川町健武2077-3）。田園風景が広がる里山の中にある二階建ての木造校舎。すぐ下の渓流では毎年夏に鮎漁の“やな”がつくられる。町内には馬頭広重美術館や馬頭温泉郷がある。

## 主な活動
主なプログラムは、リバートレッキング、フライフィッシング、ネイチャークラフト、ダッチオーブン、田んぼ体験・畑体験等の農業体験など。
子どもキャンプや親子キャンプなどの野外活動（アウトドア）のほかに、企業のCSR活動にも協力。2004年より宝酒造株式会社のCSR活動「TaKaRa田んぼの学校」に協力して企画・運営を行っている。
2010年、ハウジングアンドコミュニティ財団の助成を受け、都市と農山村の子ども交流キャンプを実施し、木造の廃校舎を活用した地域の再生をめざすとともに、月島の生ゴミの堆肥化の模索を行った。

## キャラクター
「ふくるる」
森の賢者と称されるふくろうがモチーフになっている。当初は「なんもくん」だったが、校舎移転を機に2010年改名。

## 沿革
- 1993年7月　「ハックルベリーくらぶ」の名称で活動開始。
- 1995年7月　拠点を群馬県甘楽郡 南牧村の旧尾沢中学校に置く。「森の学校」の名称で活動開始。
- 2002年12月　法人格を取得。（特定非営利活動法人）
- 2009年秋　拠点を栃木県鹿沼市と、栃木県那須郡那珂川町の２箇所に移転。（南牧村の校舎老朽化の為）